# 賤機山古墳群
賤機山古墳群（しずはたやまこふんぐん）は、静岡県静岡市葵区にある古墳時代中期（5世紀）から終末期（7世紀）の古墳群。国の史跡である賤機山古墳（賤機山3号墳）が含まれ、当時代後期の静岡平野における最有力首長勢力を生んだ古墳群である。

## 概要
竜爪山地から南に派生してきた賤機山末端に立地する。現在賤機山公園となっている尾根筋上に、一本松古墳（いっぽんまつこふん、1号墳）・麓山神社後古墳（はやまじんじゃじりこふん、2号墳）・賤機山古墳（3号墳）が、それぞれやや距離を取って築造された。このほか井宮町妙見神社のある西側中腹斜面には妙見山古墳（みょうけんやまこふん/みょうけんさんこふん）がある。また東側斜面中腹にも3基の古墳と見られる高まり地形があるという。

## 各古墳
- 一本松古墳（いっぽんまつこふん、賤機山1号墳）：古墳時代中期（5世紀）。墳丘に1本の松が植えられている。銅鏡（獣形鏡）が出土した[1]。

- 麓山神社後古墳（はやまじんじゃじりこふん、賤機山2号墳）：古墳時代後期前半（6世紀前半）。墳丘は残骸のような状態だが横穴式石室があったと推定されており、大刀と石枕（いしまくら/せきちん：遺体の頭部を支えるための、窪みのある石製品）が出土した[1]。この石枕は東京国立博物館が保管[3]。なお現地墳丘の石碑には、大刀・石枕が1914年（大正3年）の公園整備時に出土した旨が記される。

- 賤機山古墳（しずはたやまこふん、賤機山3号墳）：古墳時代後期後半（6世紀後半）。国の史跡[1][2]。

- 妙見山古墳（みょうけんやまこふん/みょうけんさんこふん）：古墳時代終末（7世紀）。尾根筋から下った西側山腹にあった。墳丘をほとんど持たない横穴式石室墳で、須恵器長頸壺が出土した[1]。

- ほか東側斜面に古墳3基とみられる高まり地形があるという[1]。

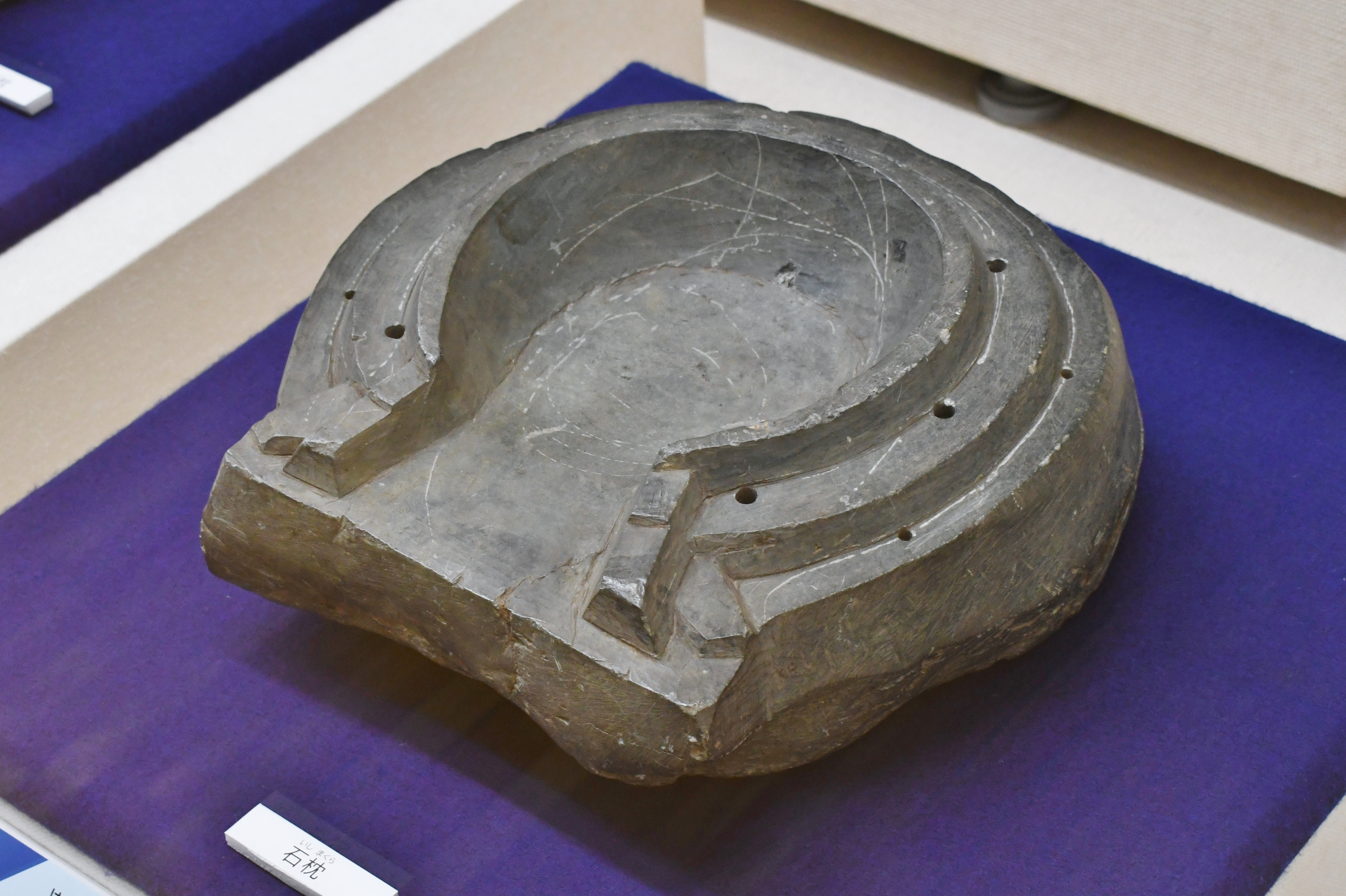
麓山神社後古墳 石枕 大阪府立近つ飛鳥博物館企画展示時に撮影。